# Universitätsklinikum Augsburg
Das Universitätsklinikum Augsburg ist das einzige Krankenhaus der Maximalversorgung in Bayerisch-Schwaben und mit etwa 1.750 Betten eines der größten Krankenhäuser Deutschlands.

## Kennzahlen
Am Universitätsklinikum Augsburg arbeiten über 7.400 Mitarbeitende, darunter rund 1.140 im ärztlichen Dienst und rund 3.000 Pflegende. Damit ist das Krankenhaus einer der größten Arbeitgeber im Regierungsbezirk Bayerisch-Schwaben und mit über 5.000 weiblichen Beschäftigten der größte Arbeitgeber für Frauen in Bayerisch-Schwaben.
Das Universitätsklinikum umfasst 23 Kliniken und Institute, die alle Bereiche der medizinischen Versorgung abdecken. Zusammen mit der Kinderklinik Augsburg mit dem Mutter-Kind-Zentrum Schwaben und dem Klinikum Augsburg Süd besitzt das Universitätsklinikum derzeit 1.741 Planbetten. Im Jahr 2020 kamen rund 2.500 Kinder im Universitätsklinikum zur Welt. Damit besitzt das Krankenhaus nach dem Josefinum die zweitgrößte Zahl an Entbindungen in Augsburg.
In seiner Rolle als Universitätsklinikum dient das Krankenhaus seit dem 1. Januar 2019 der Ausbildung der Studierenden der medizinischen Fakultät der Universität Augsburg. Bis dahin war es ein akademisches Lehrkrankenhaus der Ludwig-Maximilians-Universität München. Im Klinikranking der Zeitschrift Focus erreichte das Augsburger Klinikum bis dahin als einziges Krankenhaus, das kein Universitätsklinikum ist, mehrmals einen der ersten 20 Plätze.

## Geschichte

Ehemaliges Logo bis 2000

Ehemaliges Logo bis 2018

Im Jahr 1852 vermachte der Rotgerber Johann Georg Henle seiner Vaterstadt Augsburg testamentarisch 100 000 Gulden unter der Bedingung, dass sie für die Pflege der katholischen Kranken durch die Barmherzigen Schwestern verwendet würden. Trotz der Bedenken wegen einer Gefährdung des religiösen Friedens wurde mit dem Geld das damalige Hauptkrankenhaus in der Jakober Vorstadt gebaut und 1859 in Betrieb genommen. Es wurde erst 1982 nach dem Umzug ins Zentralklinikum aufgegeben.
Doch bereits zu Beginn des 20. Jahrhunderts reichte das Bettenangebot bei weitem nicht mehr aus und der Rat der Stadt dachte an einen Neubau im westlichen Umfeld der Innenstadt. So waren westlich von Pfersee gegen Ende der 1920er Jahre die Flächen für einen Krankenhaus-Neubau bereits erworben, die Planungen weit fortgeschritten. Die massive Aufrüstungspolitik des Nationalsozialismus sah an dieser Stelle jedoch die Errichtung eines Kasernenriegels vor. Erst als nach dem Ende des Zweiten Weltkriegs die Zahl der Krankenhausbetten absolut nicht mehr ausreichte, konnte dank des Entgegenkommens der damaligen amerikanischen Militärregierung in Teilen der ehemaligen Arras-Kaserne das Westkrankenhaus eingerichtet werden. In der ehemaligen Schillerschule in Lechhausen entstand das Ostkrankenhaus. Während dort vorwiegend Kriegsverletzte und Patienten mit ansteckenden Infektionen behandelt wurden, waren im Westkrankenhaus die inneren Kliniken und die Hautklinik angesiedelt.
Im Juli 1958 fasste der Augsburger Stadtrat den Beschluss, auf dem Gelände des Kobelfeldes eine zentrale Krankenhausanlage zu errichten. Bereits im Dezember 1965 konnte als erster Bauabschnitt die heutige Klinik für Kinder und Jugendliche eingeweiht werden. Im Jahr 1969 unterzeichneten dann Stadt und Landkreis die Satzung zur Bildung des Krankenhauszweckverbandes Augsburg. Seine erste große Aufgabe war der Bau des Zentralklinikums mit Platz für 1600 Betten in 24 Kliniken und Instituten, den Ambulanzen, einer Notaufnahme, dem Versorgungs- und Technikbereich sowie der Verwaltung. Die Gesamtkosten für Grunderwerb, Erschließung, Baukosten, medizinischer und technischer Einrichtung beliefen sich auf 660 Millionen Mark. Am 17. April 1982 bezog die Dermatologie als erste Klinik das Zentralklinikum.
Seit dem 1. Januar 2000 ist der Betrieb der Kliniken und Institute in die Rechtsform eines selbständigen Kommunalunternehmens übergegangen.

### Universitätsklinikum

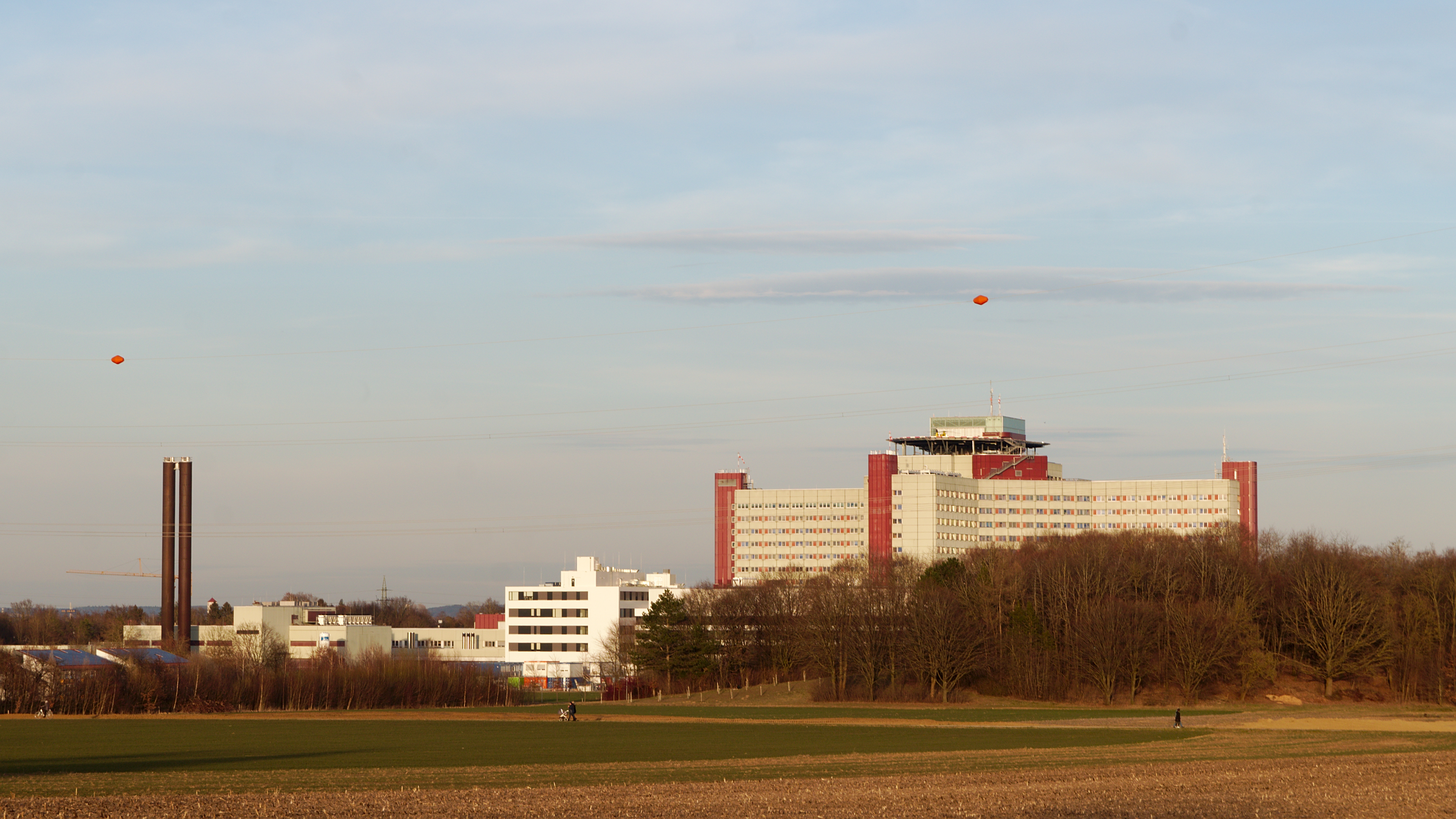
Westansicht des Klinikums

Das Klinikum Augsburg wurde schon bei seinem Bau als Universitätsklinikum konzipiert, zur Einrichtung einer medizinischen Fakultät an der Universität Augsburg kam es dann aber nicht. In einer Regierungserklärung Ende 2013 versprach der bayerische Ministerpräsident Horst Seehofer das Klinikum Augsburg bis 2018 zum Universitätsklinikum umzuwandeln und an der Universität eine medizinische Fakultät einzurichten. Hierfür müssen das Klinikum in staatliche Trägerschaft überführt und ein Medizincampus gebaut werden. Im Sommer 2016 genehmigte der Wissenschaftsrat den neuen humanmedizinischen Studiengang ab Wintersemester 2019/20, der als Reformstudiengang ausgelegt ist und sich „an den ärztlichen Rollen und ihren Kompetenzen“ orientieren soll. Das Klinikum Augsburg wurde daher zum 1. Januar 2019 in die Trägerschaft des Freistaates Bayern übertragen.

## Trägerschaft
Das Klinikum Augsburg wurde bis 31. Dezember 2018 zusammen mit der nebenan gelegenen Kinderklinik Augsburg – Mutter-Kind-Zentrum Schwaben und dem Klinikum Augsburg Süd (das ehemalige „Krankenhaus Haunstetten“) in der Rechtsform eines selbständigen Kommunalunternehmens betrieben. Dazu haben sich im „Krankenhauszweckverband Augsburg“ die Stadt und der Landkreis Augsburg zusammengeschlossen und dienen als Träger des Krankenhauses. Seit 1. Januar 2019 wechselte die Trägerschaft des nunmehrigen Universitätsklinikums Augsburg auf den Freistaat Bayern über.

## Luftrettungsstation mit Rettungshubschrauber

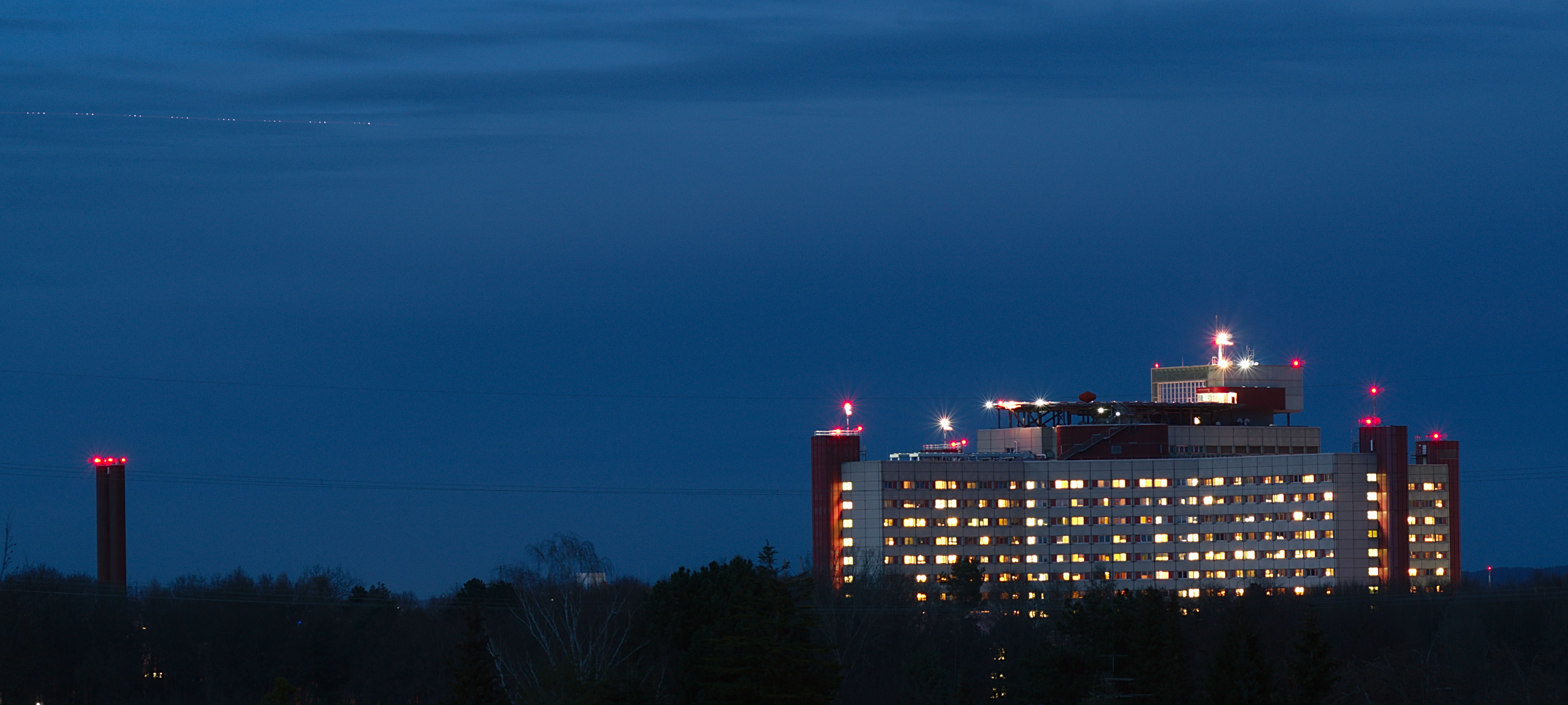
Auf dem Dach ist der Hangar und die Landeplattform zu erkennen

Auf dem Dach des Klinikums befindet sich die höchstgelegene Luftrettungsstation Deutschlands, die im November 2013 nach einer mehrjährigen Planungs- und einer elfmonatigen Bauphase fertiggestellt wurde. In 58 Metern Höhe befinden sich neben einer 1300 Quadratmeter großen Landeplattform, die zwei Rettungshubschraubern Platz bietet, auch ein Hangar und eine Betankungsanlage. Den Zuschlag für den Betrieb des Rettungshubschraubers Christoph 40 erhielt die ADAC Luftrettung GmbH. Seit dem Januar 2014 ist dort der Rettungshubschrauber Christoph 40 stationiert. Das rettungsdienstliche Personal wird vom Kreisverband Augsburg-Stadt des Bayerischen Roten Kreuzes, die Piloten von der ADAC Luftrettung gestellt. Die Notärzte entstammen dem ärztlichen Personal des Klinikums. Christoph 40 deckt einen Einsatzradius von 60 Kilometern um das Klinikum Augsburg ab und steht dabei von Sonnenaufgang bis eine halbe Stunde nach Sonnenuntergang zur Verfügung. Die Alarmierung erfolgt über die Integrierte Leitstelle der Berufsfeuerwehr Augsburg.

## Lage
Das Klinikum liegt im Stadtteil Kriegshaber am westlichen Stadtrand und ist über die Bundesstraßen 17 und 300 schnell zu erreichen.
Direkt nebenan befinden sich die Kinderklinik Augsburg mit dem Mutter-Kind-Zentrum Schwaben sowie das Bezirkskrankenhaus Augsburg, eine Klinik für Psychiatrie, Psychotherapie und Psychosomatik.

## Öffentlicher Nahverkehr
Durch die vor dem Haus gelegene Haltestelle Uniklinik BKH ist das Krankenhaus mit der Straßenbahnlinie 2 (seit dem Jahr 2001) und der Stadtbuslinie 32 der AVG sowie der AVV-Regionalbuslinie 512 zu erreichen. Daneben halten vor der Kinderklinik die Regionalbuslinien 500 und 501.
Für Besucher, die mit ihrem Pkw anreisen, steht ein von APCOA bewirtschafteter gebührenpflichtiger Parkplatz zur Verfügung.